# Castel d’Aiano
Castel d’Aiano – miejscowość i gmina we Włoszech, w regionie Emilia-Romania, w prowincji Bolonia.
Według danych na styczeń 2009 gminę zamieszkiwało 1990 osób przy gęstości zaludnienia 43,9 os./1 km².